# 布尔西亚
布尔西亚（法語：Bourcia，法語發音：[buʁsja]）是法国汝拉省的一个旧市镇，属于隆斯勒索涅区。2017年，布尔西亚与临近的3个市镇合并为新市镇瓦勒叙朗。

## 地理
布尔西亚（46°21'13"N, 5°24'29"E）面积11.13 平方千米，位于法国勃艮第-弗朗什-孔泰大區汝拉省，该省份为法国东部内陆省份，北起上索恩省，西北接科多尔省，西临索恩-卢瓦尔省，南至安省，东与杜省和瑞士接壤。
与布尔西亚接壤的市镇（或旧市镇、城区）包括：叙朗河畔沙瓦讷、库尔芒古、普亚、普雷西亚、萨拉夫尔、特雷福尔-屈西亚、瓦勒勒韦尔蒙、拉巴尔姆代皮、布鲁瓦西亚、瓦勒代皮、蒙弗勒尔、维勒尚特里亚、瓦勒代皮。
布尔西亚的时区为UTC+01:00、UTC+02:00（夏令时）。

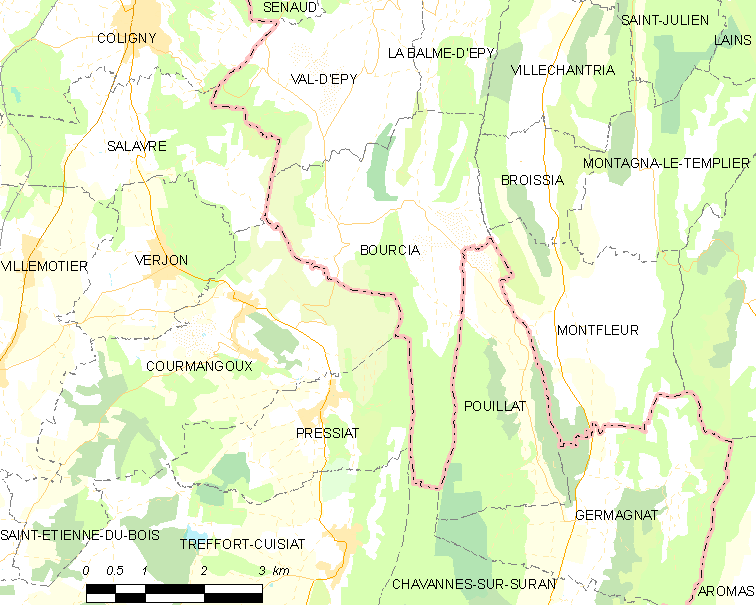
布尔西亚的OSM定位图

## 行政
布尔西亚的邮政编码为39320，INSEE市镇编码为39069。

## 政治
布尔西亚所属的省级选区为圣阿穆尔县。

## 人口

1962-2008年间布尔西亚人口变化图示

布尔西亚于2018年1月1日时的人口数量为106人。